# Montbernard
Montbernard (em occitano:  Montbernard) é uma comuna francesa na região administrativa da Occitânia, no departamento do Alto Garona. Estende-se por uma área de 18.31 km², com 219 habitantes, segundo o censo de 2018, com uma densidade de 12 hab/km².